# ボーリンググリーン (オハイオ州)
ボーリンググリーン（Bowling Green）は、アメリカ合衆国オハイオ州の都市。ウッド郡の郡庁所在地である。人口は3万0808人（2020年）。ボーリング・グリーン州立大学がある学園都市である。トレドの南西32キロメートルに位置している。

## 歴史
入植が始まったのは1832年である。1855年に町として法人化し、1901年に市制施行した。地名はケンタッキー州のボーリンググリーンに由来している。
19世紀末に油田の発見があり、町の財政を潤した。この時代に建てられた郡裁判所や銀行、郵便局などは重厚な古典主義建築であり見応えがある。

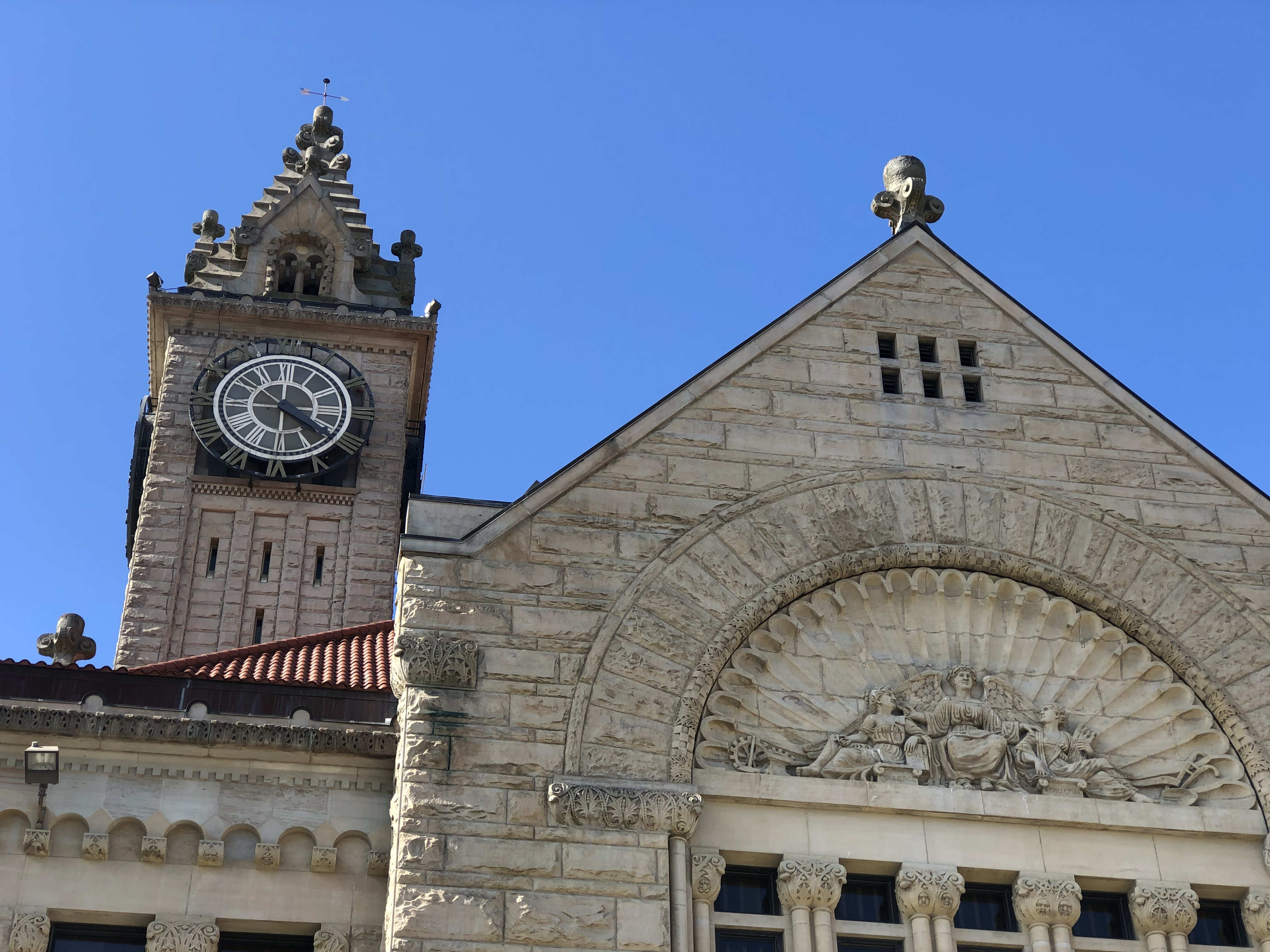
郡裁判所

## 関係者
- スコット・ハミルトン：フィギュアスケート選手
- アンディ・トレーシー：野球選手
- デーブ・ウォットル：ランナー
- カーラ・ザヴァレタ：女優